# Xã Lone Elm, Quận Anderson, Kansas
Xã Lone Elm (tiếng Anh: Lone Elm Township) là một xã thuộc quận Anderson, tiểu bang Kansas, Hoa Kỳ. Năm 2010, dân số của xã này là 230 người.